# Fresno Football Club
Il Fresno Football Club è stato un club calcistico statunitense di Fresno (California) fondato nel 2017, partecipa attualmente alla USL Championship. Ha cessato le operazioni al termine della stagione 2019 di USL Championship.

## Rosa 2019
Rosa e numerazione aggiornate al 20 novembre 2019.
| N. |                                 | Ruolo | Calciatore        |
| -- | ------------------------------- | ----- | ----------------- |
| 1  | Stati Uniti (bandiera)          | P     | C.J. Cochran      |
| 2  | Canada (bandiera)               | D     | Zach Ellis-Hayden |
| 3  | Stati Uniti (bandiera)          | D     | Elijah Martin     |
| 4  | Stati Uniti (bandiera)          | D     | Ramón Del Campo   |
| 5  | Stati Uniti (bandiera)          | D     | Mickey Daly       |
| 6  | Messico (bandiera)              | C     | Jorge Escamilla   |
| 7  | Brasile (bandiera)              | C     | Jackson           |
| 8  | Stati Uniti (bandiera)          | C     | Milton Blanco     |
| 9  | Stati Uniti (bandiera)          | A     | Jaime Chávez      |
| 10 | Argentina (bandiera)            | C     | Juan Pablo Caffa  |
| 11 | Stati Uniti (bandiera)          | C     | Jemal Johnson     |
| 13 | Bosnia ed Erzegovina (bandiera) | C     | Emir Alihodžić    |
| 14 | Haiti (bandiera)                | D     | Jems Geffrard     |

| N. |                         | Ruolo | Calciatore        |
| -- | ----------------------- | ----- | ----------------- |
| 15 | Giappone (bandiera)     | C     | Hiroki Kurimoto   |
| 16 | Sierra Leone (bandiera) | C     | Suleiman Samura   |
| 17 | Stati Uniti (bandiera)  | C     | Arun Basuljevic   |
| 18 | Scozia (bandiera)       | D     | Alex Cooper       |
| 19 | Stati Uniti (bandiera)  | C     | Devann Yao        |
| 20 | Nigeria (bandiera)      | A     | Qudus Lawal       |
| 21 | Stati Uniti (bandiera)  | A     | Christian Chaney  |
| 22 | Inghilterra (bandiera)  | C     | Diego Casillas    |
| 23 | Perù (bandiera)         | A     | Renato Bustamante |
| 24 | Stati Uniti (bandiera)  | D     | Sam Strong        |
| 26 | Stati Uniti (bandiera)  | C     | Seth Moses        |
| 28 | Stati Uniti (bandiera)  | P     | Sam Howard        |
| 30 | Stati Uniti (bandiera)  | P     | Matías Fernández  |